# A Million Voices
A Million Voices è un singolo della cantante russa Polina Gagarina, pubblicato il 7 aprile 2015.
La canzone ha rappresentato la Russia all'Eurovision Song Contest 2015 tenutosi a Vienna.

## Descrizione
La canzone è stata scritta da Gabriel Alares, Joakim Björnberg, Katrina Noorbergen, Leonid Gutkin e Vladimir Matetsky.
Nella manifestazione canora europea la canzone si è classificata al secondo posto finale con un totale di 303 punti.

## Tracce
1. A Million Voices – 3:05

## Classifiche
| Classifica (2015) | Posizione massima |
| ----------------- | ----------------- |
| Austria           | 10                |
| Belgio (Fiandre)  | 22                |
| Belgio (Vallonia) | 38                |
| Germania          | 46                |
| Irlanda           | 86                |
| Paesi Bassi       | 99                |
| Regno Unito       | 99                |
| Svezia            | 26                |
| Svizzera          | 39                |